# Claude Louis Réguis
Pour les articles homonymes, voir Réguis.
Claude Louis Réguis, né le 15 mars 1755 à Sisteron et mort en avril 1832 à Briare, est un homme politique de la Révolution française. 

## Biographie
En septembre 1792, Réguis, alors procureur-syndic de sa ville natale, est élu député du département des Basses-Alpes, le deuxième sur six, à la Convention nationale. Lors du procès de Louis XVI, il se prononce pour la détention durant la guerre et le bannissement à la paix, et vote en faveur de l'appel au peuple et du sursis. Il vote en faveur de la mise en accusation de Marat et en faveur du rétablissement de la Commission des Douze. Après la crise du 9 thermidor, en floréal an III (mai 1795), il devient membre de la Commission des Vingt-et-Un chargée d'examiner la conduite du député Joseph Le Bon, proche de Robespierre et envoyé en mission dans les départements du nord de la France. 
Sous le Directoire, il est nommé parmi les cinq administrateurs du département, lors de la réaction républicaine qui a lieu après le coup d’État de Fructidor (septembre 1797). Il est président du conseil en brumaire, puis en germinal an VII, élu au Conseil des Anciens (dans les Bouches-du-Rhône). Il poursuit sa carrière parlementaire sous le Consulat en étant désigné par le Sénat conservateur député des Basses-Alpes au Corps législatif (1800-1804).
Il est ensuite administrateur en Lot-et-Garonne.
Pendant les Cent-Jours, il est élu à la Chambre des représentants par l’arrondissement de Sisteron.